# Het Torreke

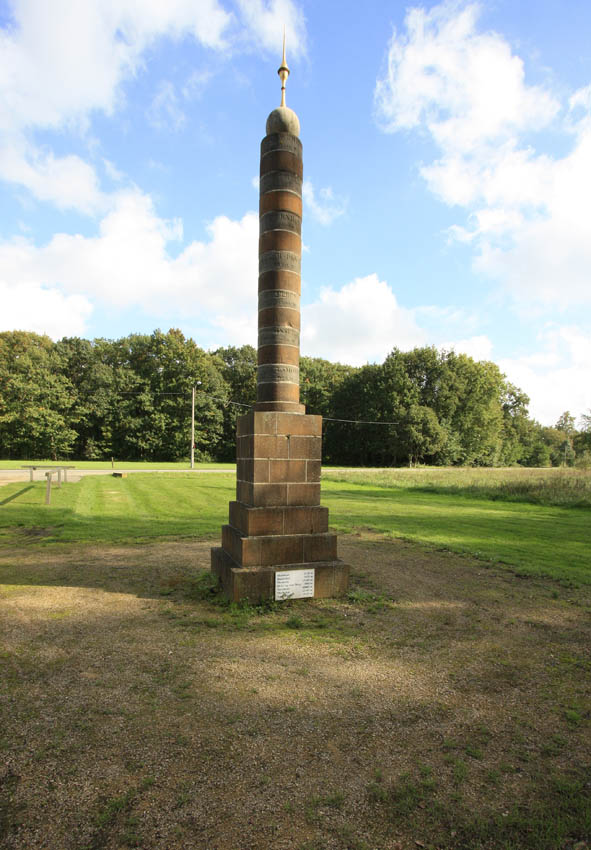
Het Torreke

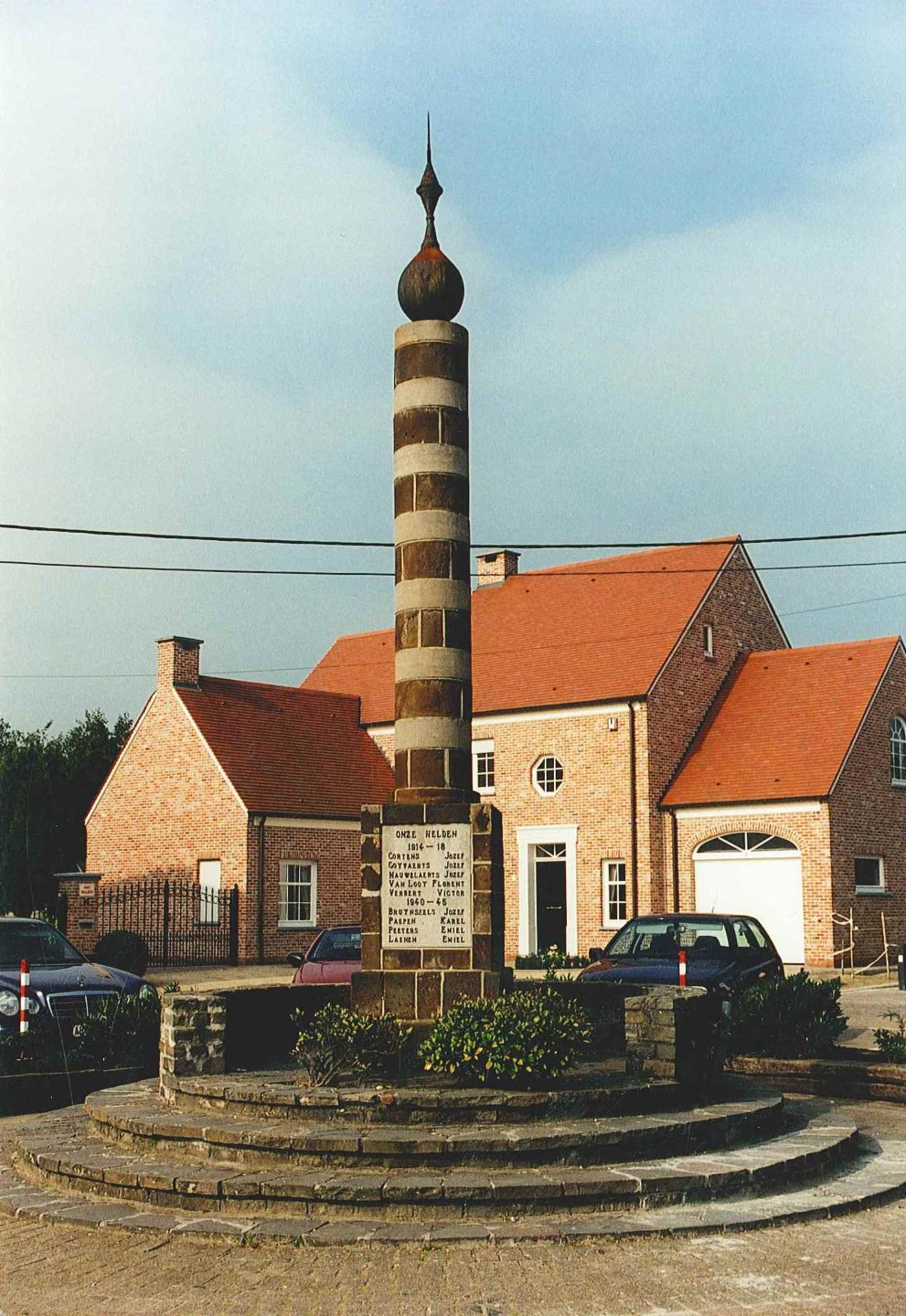
Kopie op het Prof. Dr. Vital Celenplein

Het Torreke of Het Toreke is de naam van een grenspaal in de Antwerpse plaats Hulshout, gelegen aan de Booischotseweg.
Deze paal werd omstreeks 1842 opgetrokken en geeft de gemeentegrens weer tussen Hulshout en Booischot met de afstanden naar onder meer de steden Antwerpen, Mechelen en Turnhout en de plaats Booischot die vroeger een zelfstandige gemeente was.
Het is een ongeveer 3 meter hoge, ronde zuil, bestaande uit schijven van afwisselend zandsteen en ijzerzandsteen op een vierkante sokkel van ijzerzandsteen en bekroond met een gietijzeren bol.
De paal staat enigszins van de weg verwijderd, daar de weg ter hoogte van de grenspaal later enigszins werd verlegd.
Op het Prof. Dr. Vital Celenplein in het dorpscentrum bevond zich vroeger een kopie van deze grenspaal die diende als monument voor de gevallenen. Na de hernieuwing van het dorpsplein werd dit niet meer teruggeplaatst.